# Fernsehansprache von Angela Merkel anlässlich der COVID-19-Pandemie

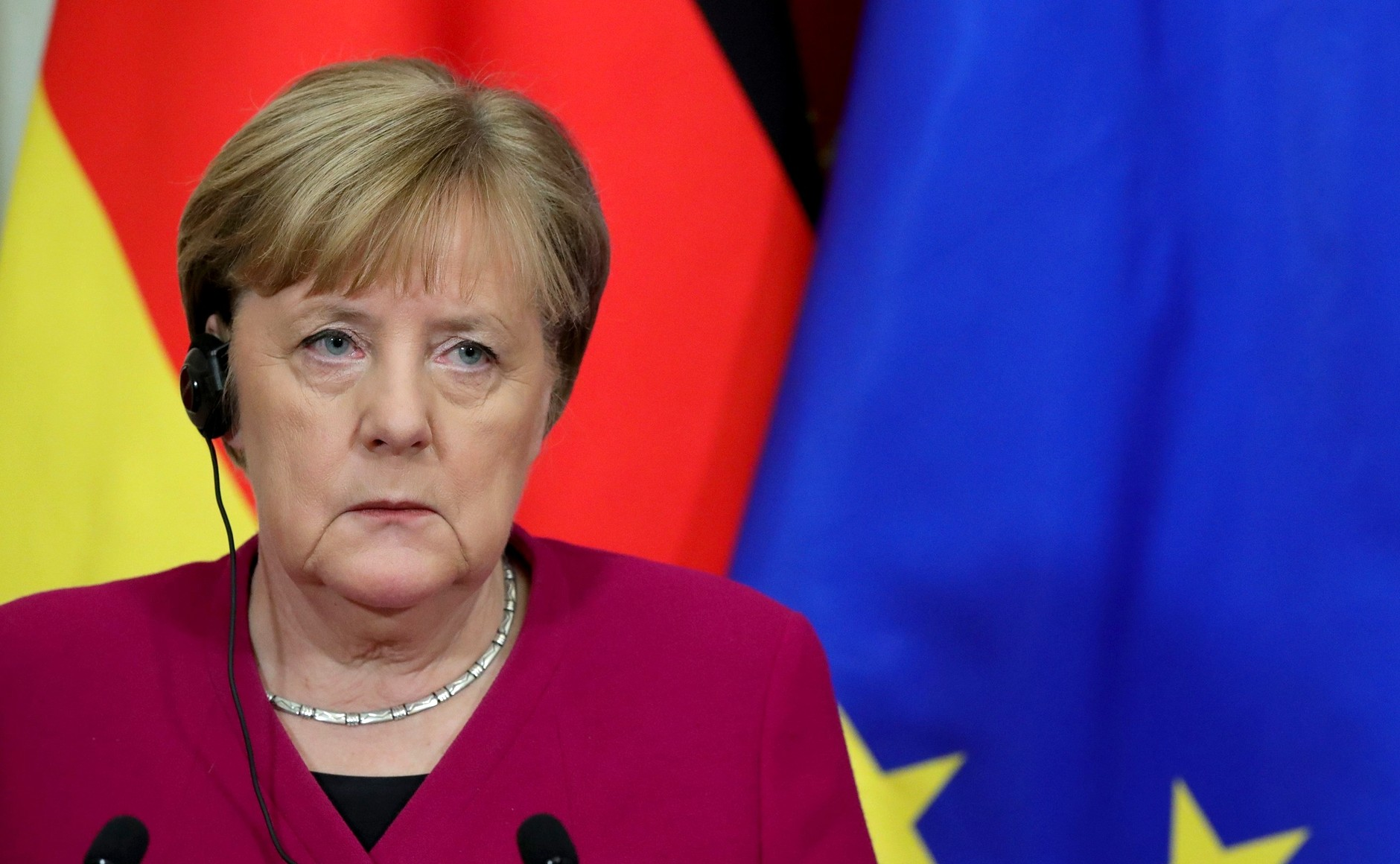
Angela Merkel im Januar 2020

Die Fernsehansprache von Bundeskanzlerin Angela Merkel anlässlich der COVID-19-Pandemie wurde am 18. März 2020 im Ersten, ZDF und anderen Fernsehsendern als Aufzeichnung ausgestrahlt. Zwischen 25 und 30 Millionen Menschen sahen die in den Medien teils als „historisch“ bezeichnete Rede an diesem Tag.
In der knapp 13-minütigen Rede bezeichnete Merkel die COVID-19-Pandemie als größte Herausforderung seit dem Zweiten Weltkrieg. Mangels eines Impfstoffs oder einer Therapie sei Richtschnur der Bundesregierung, „die Ausbreitung des Virus zu verlangsamen, sie über die Monate zu strecken und so Zeit zu gewinnen.“ Das Risiko der gegenseitigen Ansteckung müsse minimiert werden. Merkel kündigte keine konkreten Maßnahmen an, appellierte jedoch an die Bürger, unnötige Begegnungen zu vermeiden und sich an die Regeln zu halten. Im Augenblick sei Abstand Ausdruck von Fürsorge.
In den Medien wurde Merkels Ansprache als „letzte Warnung“ oder „letzte Mahnung“ an die Bevölkerung sowie als „Ultimatum“ bezeichnet. Für merkelsche Verhältnisse sei die Ansprache ungewöhnlich emotional gewesen.
Als Kernbotschaft der Rede gilt:

„Es ist ernst. Nehmen Sie es auch ernst.“

Die Ansprache war die erste Rede Merkels, in der sie sich aus aktuellem Anlass unmittelbar an die Bürger wendete. Merkel hatte den Text gemeinsam mit ihrer Büroleiterin Beate Baumann und Regierungssprecher Steffen Seibert geschrieben. Der Ursprungstext enthielt längere Passagen zu den wirtschaftlichen Folgen der Pandemie, die von Merkel aber wieder gestrichen wurden.